# 出云级直升机护卫舰

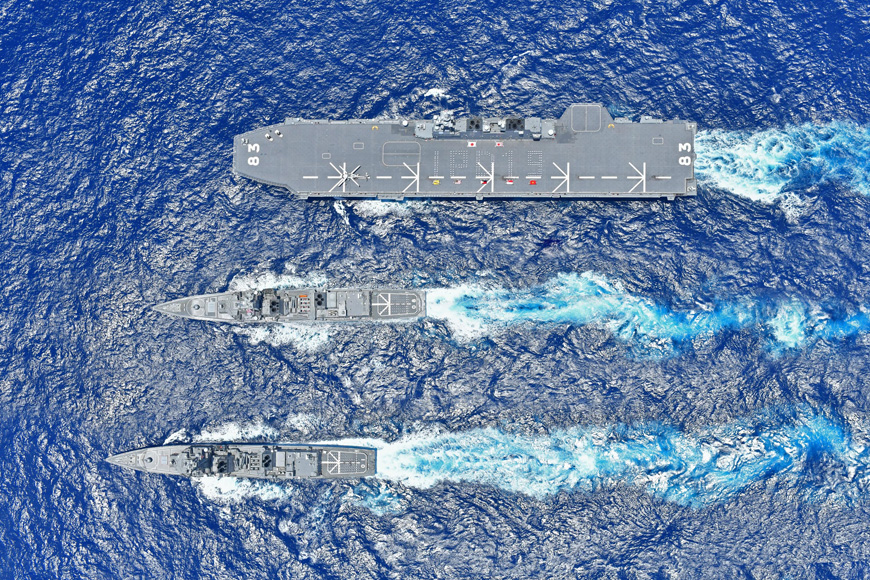
平成31年度印度太平洋方面派遣訓練部隊的出雲號護衛艦、村雨號護衛艦、曙號護衛艦

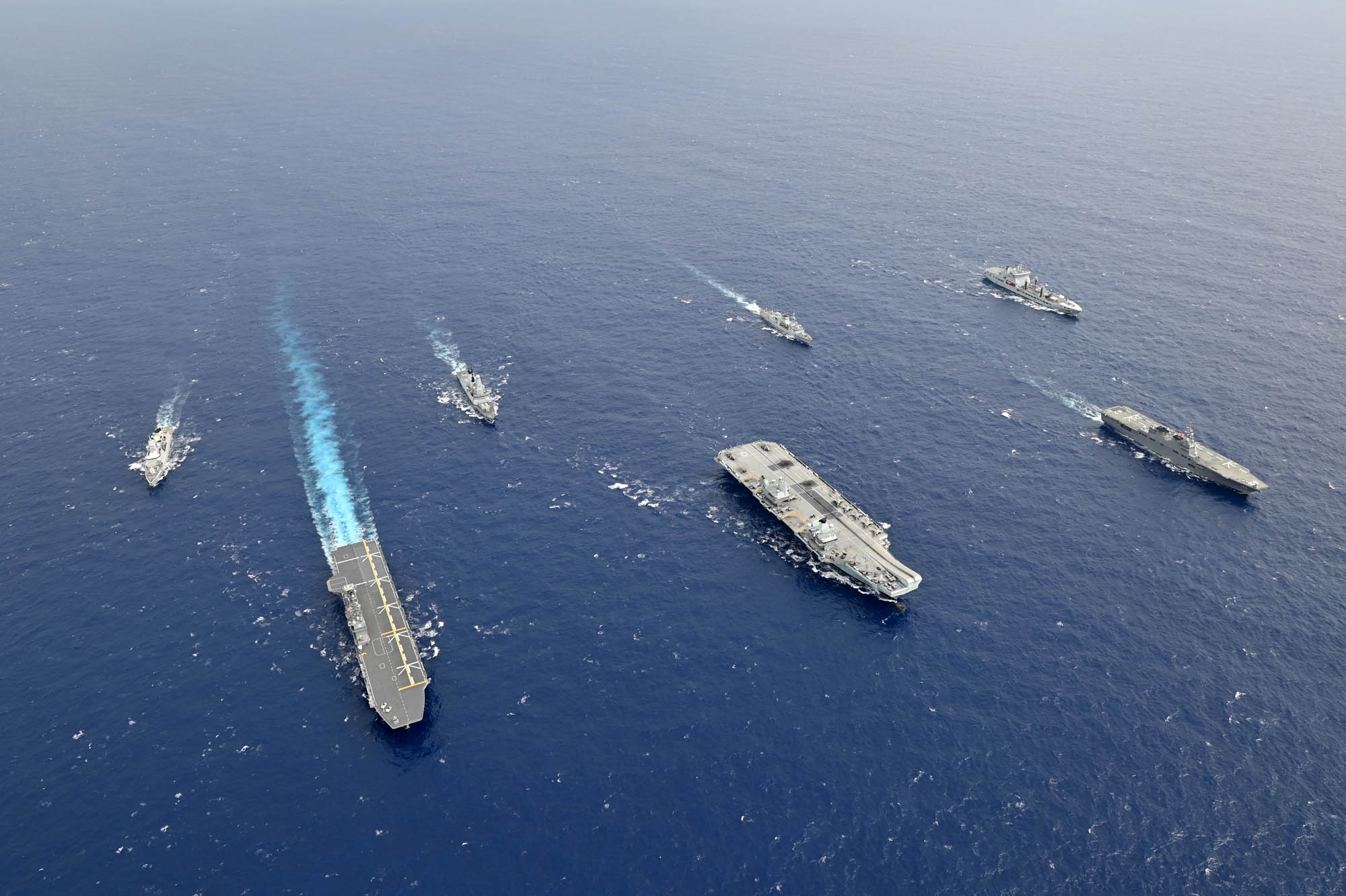
英國皇家海軍伊麗莎白女王號航空母艦打撃群與海上自衛隊出雲號護衛艦（DDH-183）、伊勢號護衛艦（DDH-182）實施共同訓練，攝於2021年9月9日。

出雲级護衛艦（日語：いずも型護衛艦）是日本海上自衛隊旗下的一個直升機驅逐艦（Helicopter Destroyer, DDH）艦級，出雲級計畫初衷是用於取代1980年代初期即開始服役並已老舊化的白根级，擁有與他國海軍兩棲突擊艦乃至於輕型航空母艦接近的艦體構造、噸位、任务设定與改造構想。
同級首號艦「出雲」的艦名繼承自舊的日本海軍裝甲巡洋艦「出雲號」，其命名規則是來自於日本令制國時代的古國名出云國，也就是今日島根縣東部。

## 概述
與較早建軍的日向級直升機護衛艦相比，雖然出雲級的噸位與功能增加，但為了控制預算，因此簡化了出雲級的偵蒐能力與自衛武裝。FCS-3射控系統保留對空搜索的OPS-50雷達，取消了垂直飛彈發射組；聲納只保留艦首的OQQ-23，而OQQ-21船體聲納則取消。
满载排水量26,000噸的出雲级護衛艦是目前海上自衛隊所拥有最大的船舶類型，其規模已超過二次大戰时日本海軍所操作的飛龍號航空母艦，跟基準排水量19,800噸、總長248.39公尺的美國海軍約克城級航空母艦接近。
與同類船艦相比，出雲級的規模跟意大利海軍的加富爾號輕型航空母艦、西班牙海軍的胡安·卡洛斯一世號戰略投射艦、澳洲皇家海軍的坎培拉級兩棲突擊艦相当。
2013年8月6日，出雲級一號艦「出雲」並在日本神奈川縣橫濱市舉行下水典禮，已於2015年3月正式服役；2015年8月27日，二號艦「加賀」也於日本橫濱舉行下水典禮，並於2017年3月22日正式服役。

## 評價
出雲號長約250米，規模相當於二戰期間日本的航空母艦加贺号，有日本「準航母」之稱，認為日本藉此規避不得擁有航母的限制。由於出雲級護衛艦在作戰能力和噸位上均與各國海軍的直升機航母差不多甚至更強，因此在中华人民共和国等周邊國家引發了對於日本是否有意透過此級船艦的建造恢復以往成為軍國主義的疑慮，例如有報道指防卫省在设计之初已考虑讓計畫編號22DDH的首號艦（也就是之後的出雲號）搭载直升机以外的固定翼飞机，並在设计图中已为固定翼飞机预留梯形结构的甲板设计；也有报道认为雖然与中国正在使用的辽宁号相差较远，在战略上无法对中国产生遏制的能力；然而其所搭载的大量直升机对中国潜艇部队会有一定影响，同时相较于之前的日向级更容易改装为搭载F-35的轻型航空母舰。
日本的战后宪法限制該國不能為了戰爭目的擁有海軍。從戰後海上自衛隊初設時，日本就已揚棄所有舊日本海軍的艦級命名方式，於1962年時就統一將所有具武裝的艦隻命名為「護衛艦」，延續至今，而出雲級也包含在其中。對於有報道指艦上甲板能夠提供F-35起降，有評論指出日本計劃引進的版本是傳統起降的F-35A，並非艦載型的F-35C，而出雲號的甲板也不適合戰機升降；艦隻也是以近海防衛為前題設計，亦不適用於兩棲攻擊，而其軍備、使用狀況等資料均具有極大透明度，反映日本的和平方針並沒改變。日本防衛省的官方回應指在該艦會部署艦載F35的说法是「有違反『專守防衛』的政策」，2013年建造期間時任防衛大臣小野寺五典也對此做出否认。
而日本國內人士則認為，出雲級護衞艦也不是一定只能為了打仗，在平时直升機还可以加強人員以及物資輸送的能力來提高大型救災行動的效率。

## 同級艦
日本一共規劃建造兩艘出雲級護衛艦，分別是同級的首號艦出雲號，與在2017年投入服務的二號艦加賀號（かが），屆時將會取代老舊的白根級二號艦鞍馬號。
| 艦身編號 | 艦名         | 建造船廠                                                 | 動工          | 下水          | 完工          | 所屬艦隊    | 現況                   |
| -------- | ------------ | -------------------------------------------------------- | ------------- | ------------- | ------------- | ----------- | ---------------------- |
| DDH-183  | 出雲號護衛艦 | 日本海洋聯合 （Japan Marine United） 橫濱事業所 磯子工廠 | 2012年1月27日 | 2013年8月6日  | 2015年3月25日 | 第1護衛隊群 | 航母化第一階段改裝完成 |
| DDH-184  | 加賀號護衛艦 | 日本海洋聯合 （Japan Marine United） 橫濱事業所 磯子工廠 | 2013年10月7日 | 2015年8月27日 | 2017年3月22日 | 第4護衛隊群 | 航母化第二階段改裝完成 |

## 航艦化改造

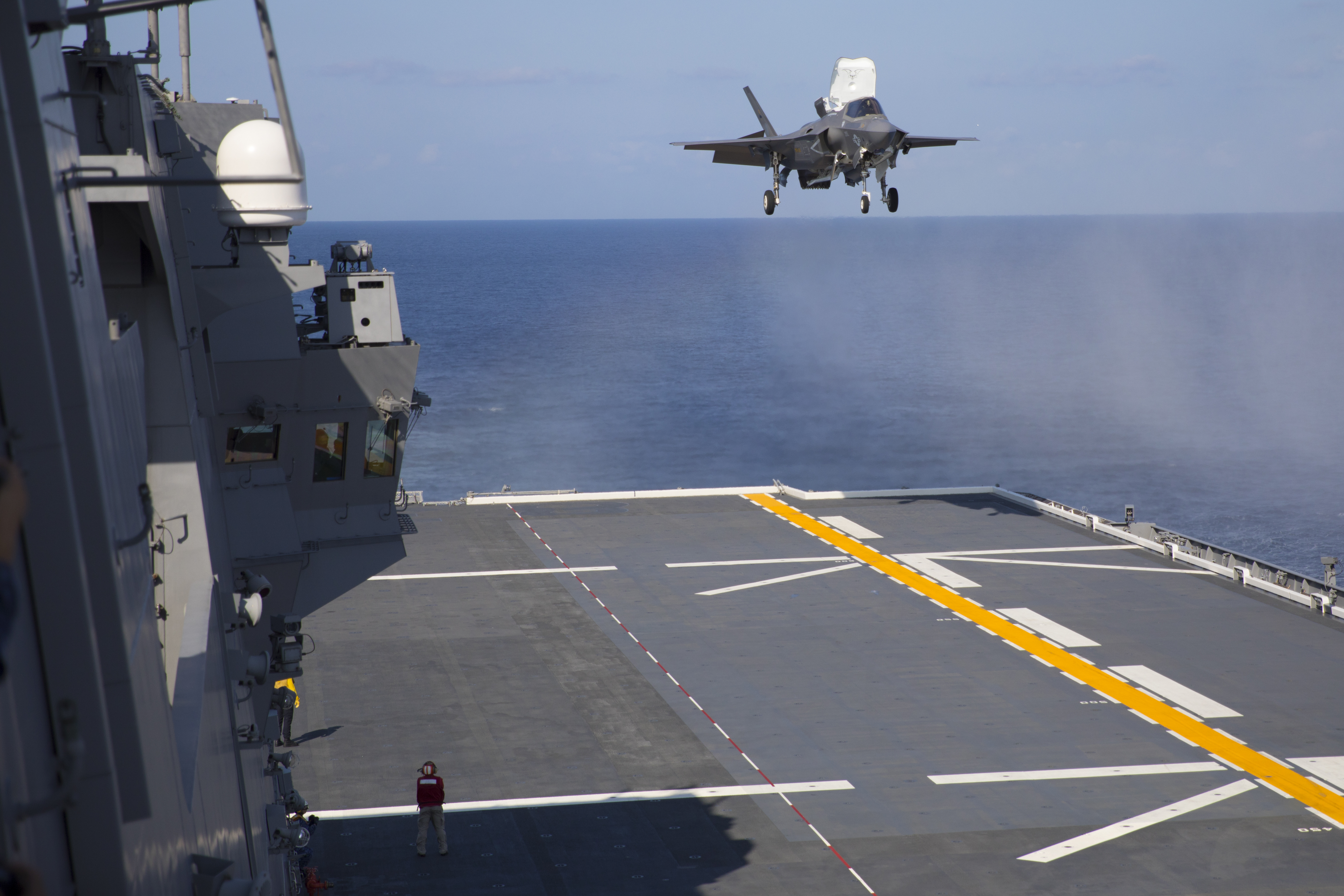
出雲號護衛艦飛行甲板於2021年完成的新塗裝和標線，供美国海军陆战队航空兵的F-35B戰鬥機進行試降，攝於2021年10月

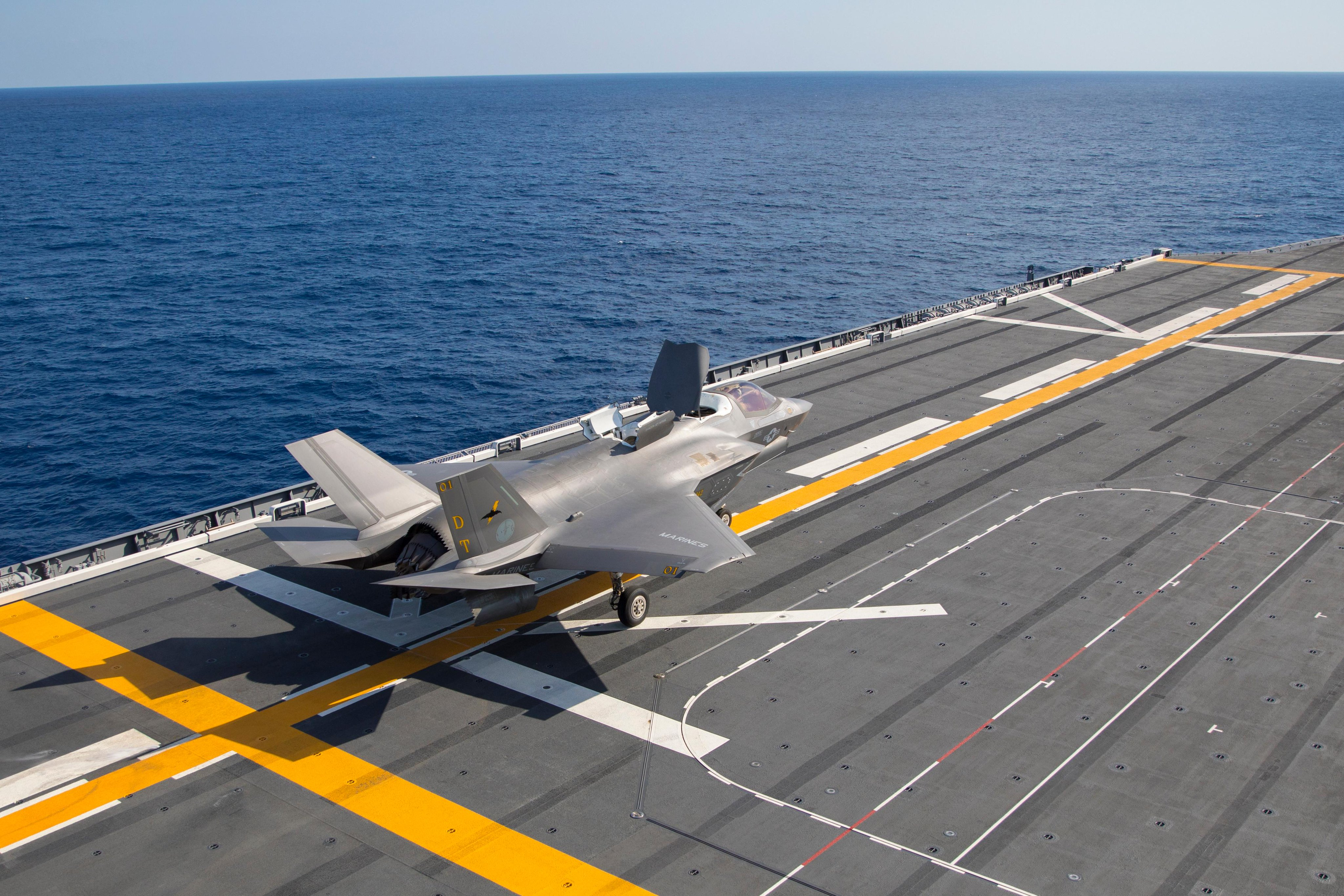
日本出雲號護衛艦(DDH-183）於2021年完成的新塗裝和標線，供美国海军陆战队航空兵的F-35閃電II戰鬥機進行試飛，攝於2021年10月

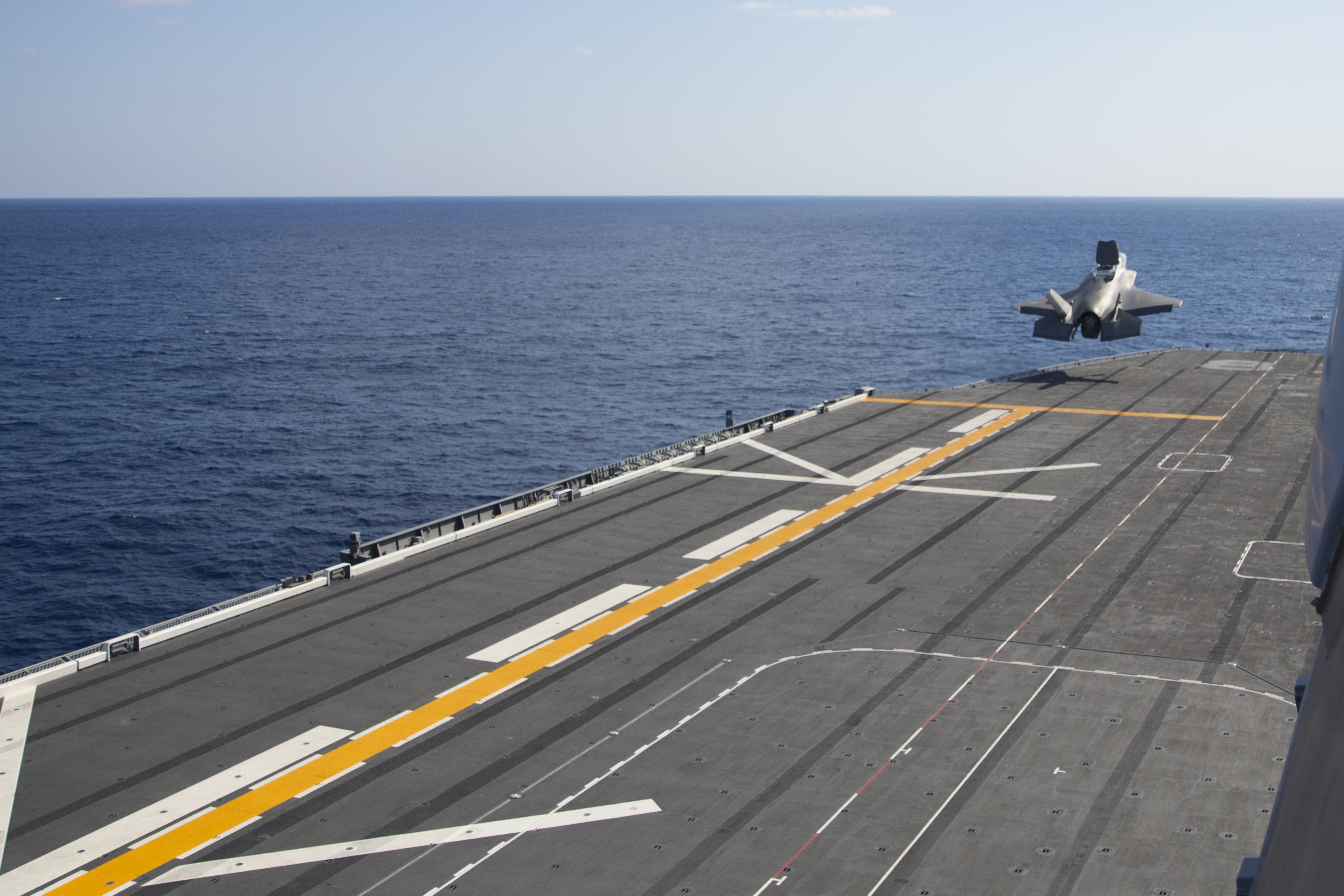
日本出雲號護衛艦(DDH-183）於2021年完成的新塗裝和標線，供美国海军陆战队航空兵的F-35閃電II戰鬥機起飛，攝於2021年10月

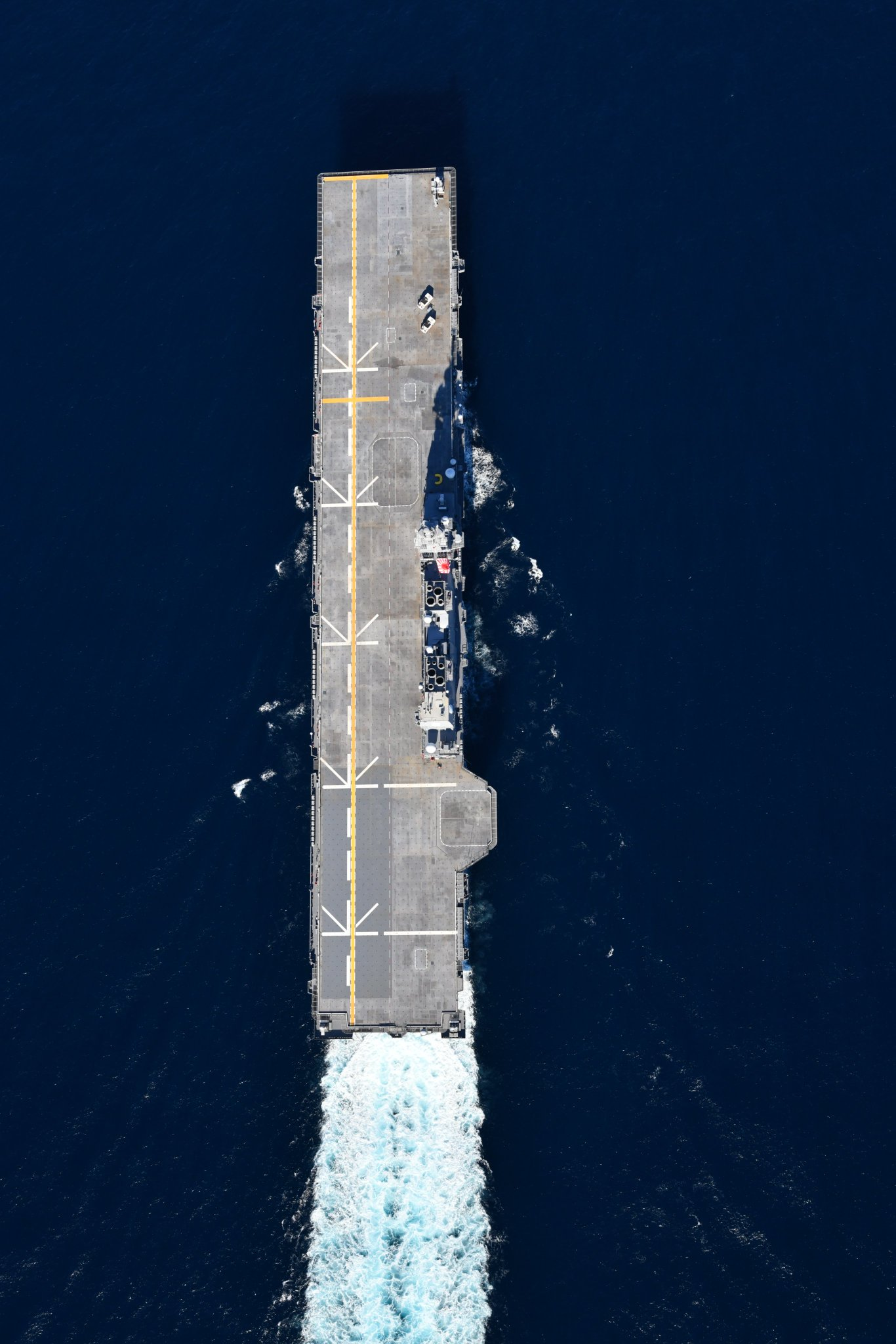
加賀號護衛艦(DDH-184）完成第二階段航艦化改裝，將把艦艏形狀從梯形改為矩形，攝於2023年12月

隨著日本附近海域防衛情勢的急遽變化，出云级護衛艦不敷使用的問題開始被檢討，對此批評，防卫大臣岩屋毅在2018年11月27日召开的记者会上表示，考慮將日本海上自卫队拥有的出云级護衛艦改装为輕型航空母舰，并購買42架F-35B短場起垂直降战斗机作为舰载机，預計2023至2024年初接收首批18架战斗机。日本防卫省将该方案纳入新的《防卫计划大纲》中。在此之前，出云级護衛艦出於最低火力的思想，起初服役期間是不能部屬戰機的，但設計時有預留在改造後具備F35B戰機垂直起降的能力，日本自民党于2019年5月就《防卫计划大纲》进行提案时，便提出盡快将出云级護衛艦改为“多用途母舰”的要求，這將會使得改造後的出雲級实际承担航空母舰作用，并计划引入F-35B战斗机作为舰载机。据全日本新闻网报道，日本此举皆在为海上自卫队能够对遠離本土的钓鱼台（日方称尖阁诸岛）实施有效防卫，看似仍為防禦性的動作，然而此举也會使日本具有远离陆基基地展开空战的能力，被部分人士认为可能超出日本宪法所规定的正当防卫范围同时或将影响地区平衡，激化钓鱼台主權问题。
2020年度防衛預算，日本防衛省為了接收F-35B，將花費31億日圓（約2,832萬美元）為兩艘直升機護衛艦做準備，護衛空母之一的出雲號確定「航母化」。出雲號已於2021年7月完成第一階段改裝，包括甲板標示線和耐熱塗層。與美國海軍美利堅級兩棲突擊艦相同，甲板上可清晰見到一條黃線。這是跑道中心線，用來協助定翼機起降。第二階段將把艦艏形狀從梯形改為矩形，並對內部艙室進行調整修改。
同型的加賀號在2022年開始為期14個月的第一期與第二期改造。2023年4月改裝完成離開造船廠，進行海上測試，2023年11月17日返回母港吳基地。
2021年10月3日，駐日美軍派遣岩國基地隸屬海軍陸戰隊的兩架F-35B，順利起降出雲號飛行甲板共四次，完成航艦的初階起降驗證。日本防卫相岸信夫在5日内阁会议后的记者会上发布消息称，正在进行航母化改装的海上自卫队护卫舰出云号，3日在四国海域实施了短距离起飞和垂直降落的作業，由美国海军陆战队隐形战机F-35B進行起降试验。美國媒體Business Insider形容「相隔75年後，首次有定翼機在日本航空母艦上起降」。日本購買了42架F-35B，每艘出雲級可搭載10~18架的F35B。
改裝後的出雲級護衛艦名稱在日本也有争议，自民黨方面作出「防禦型空母」提案，但公明黨認為「不能叫空母」；而公明黨也認為，「母艦」會讓人聯想到「航空母艦」，所以最後執政聯盟內部達成共識把改裝後的出雲級名義上稱為「多用途運用護衛艦」，雖然名義上不叫航空母艦，但實質上功能與航空母艦沒有差別。

## 圖片集

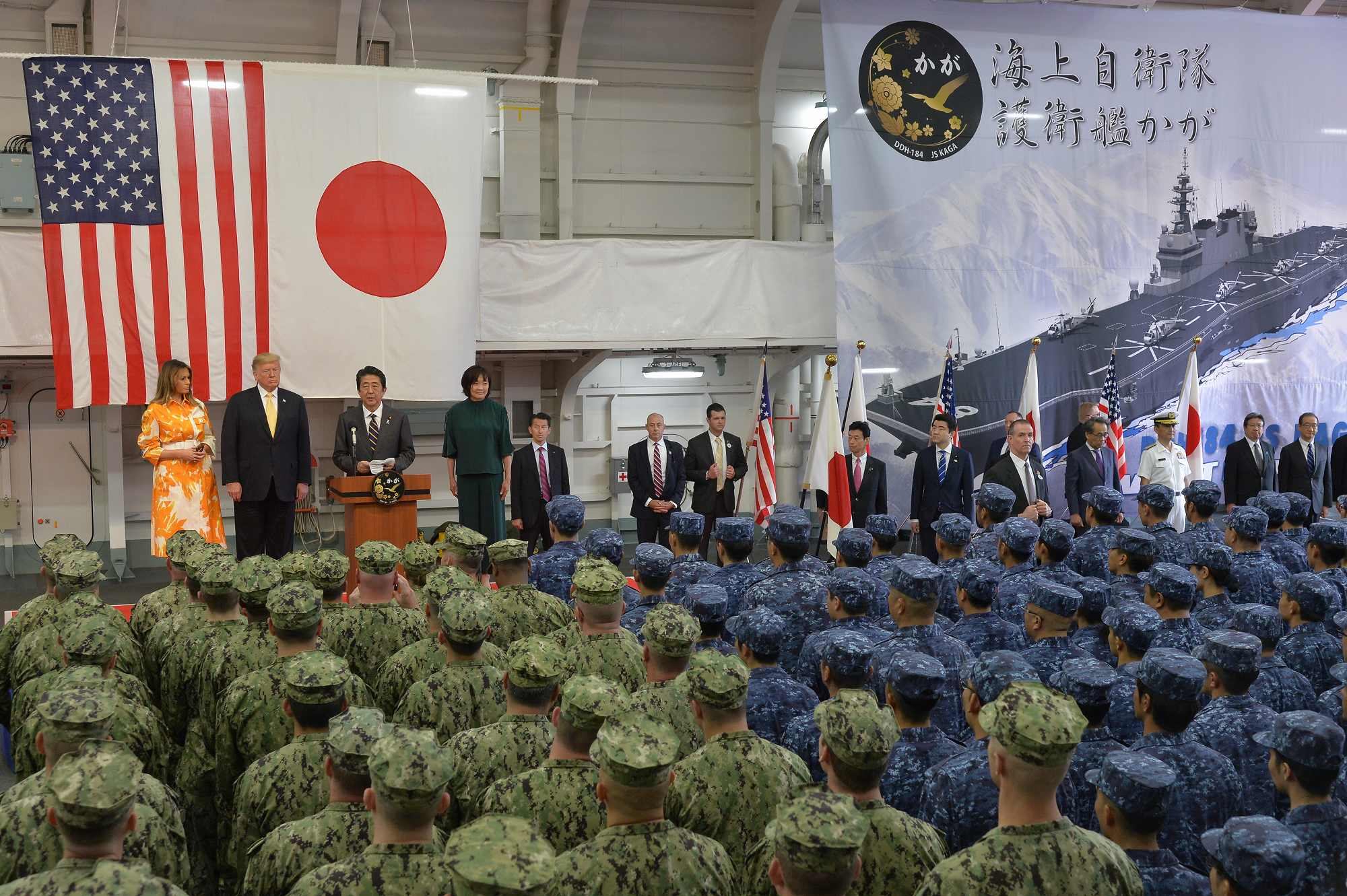
美国总统唐納·川普在加賀號護衛艦发表演讲
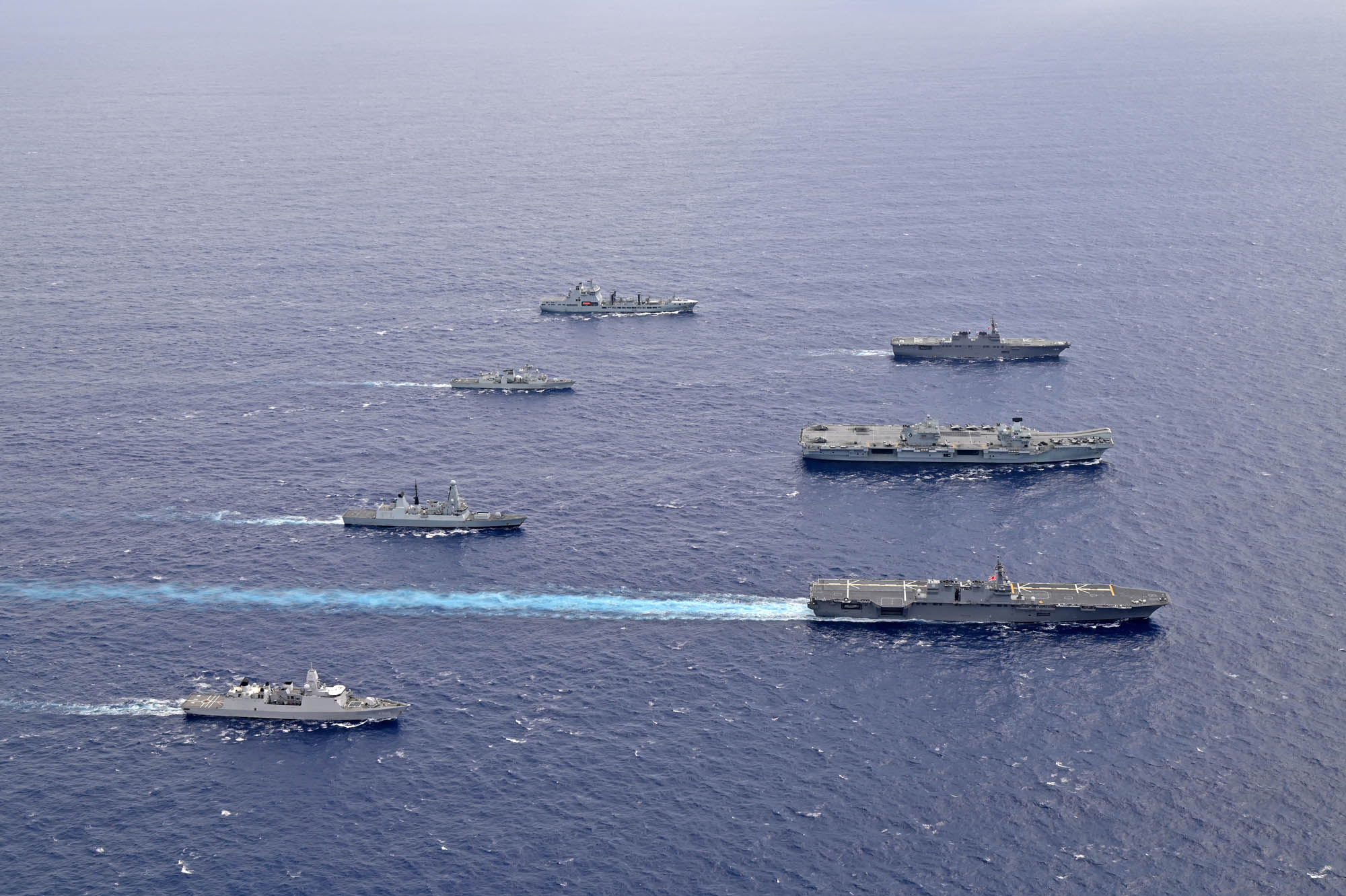
聯合訓練中的出雲號護衛艦（右前）和伊麗莎白女王號航空母艦（右中）
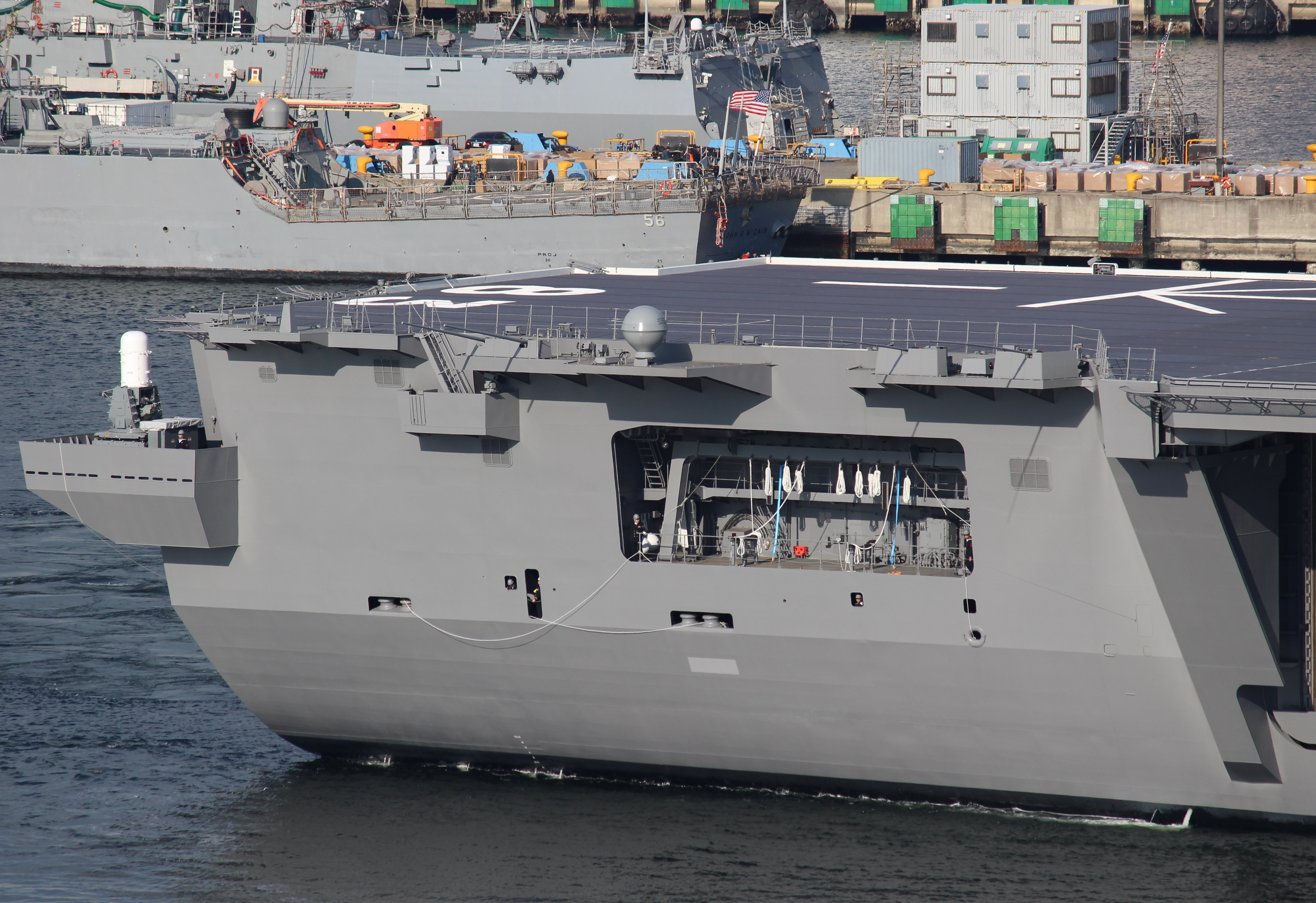
小艇甲板
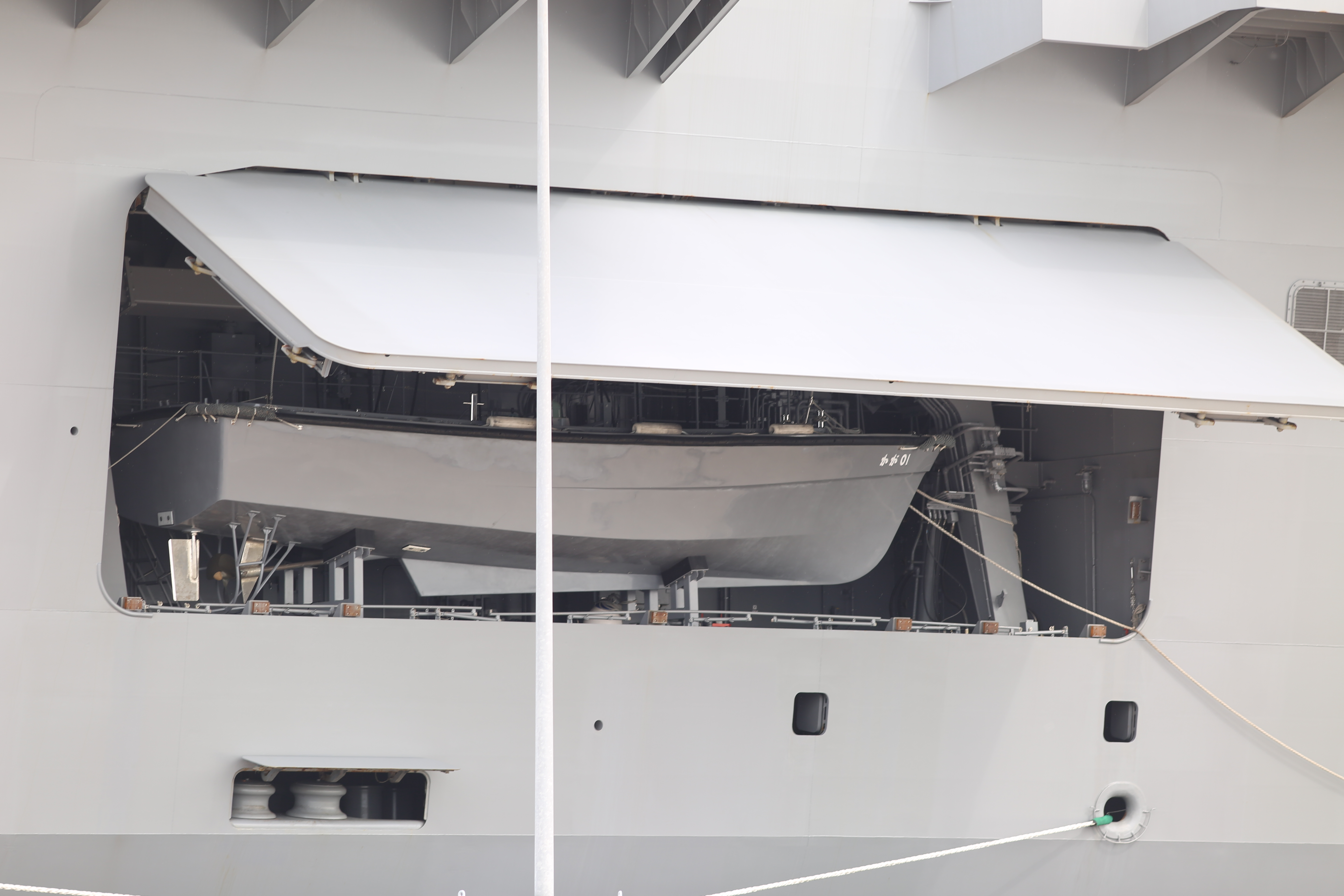
出雲號小艇搭載艇艙
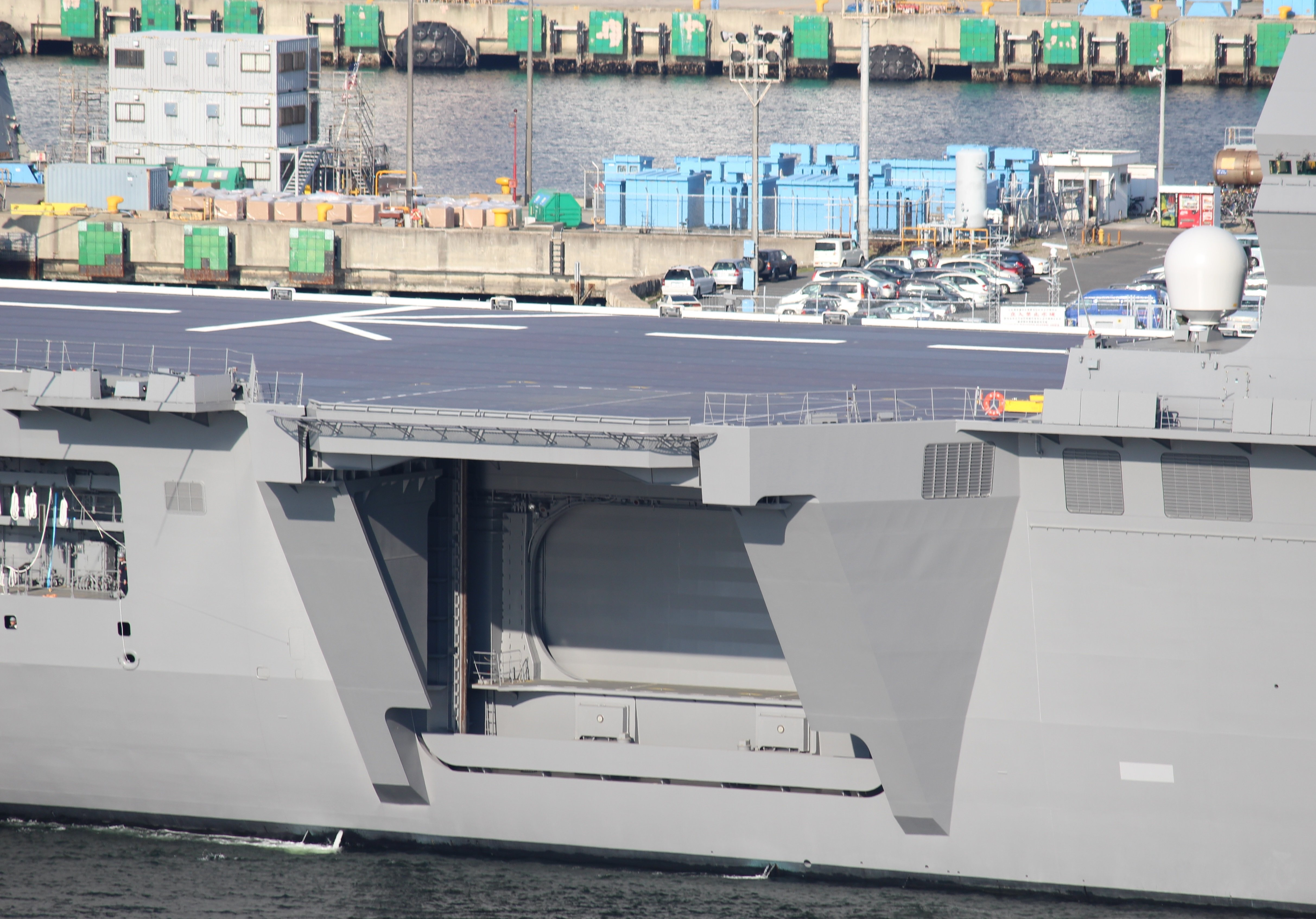
出雲號後側升降機
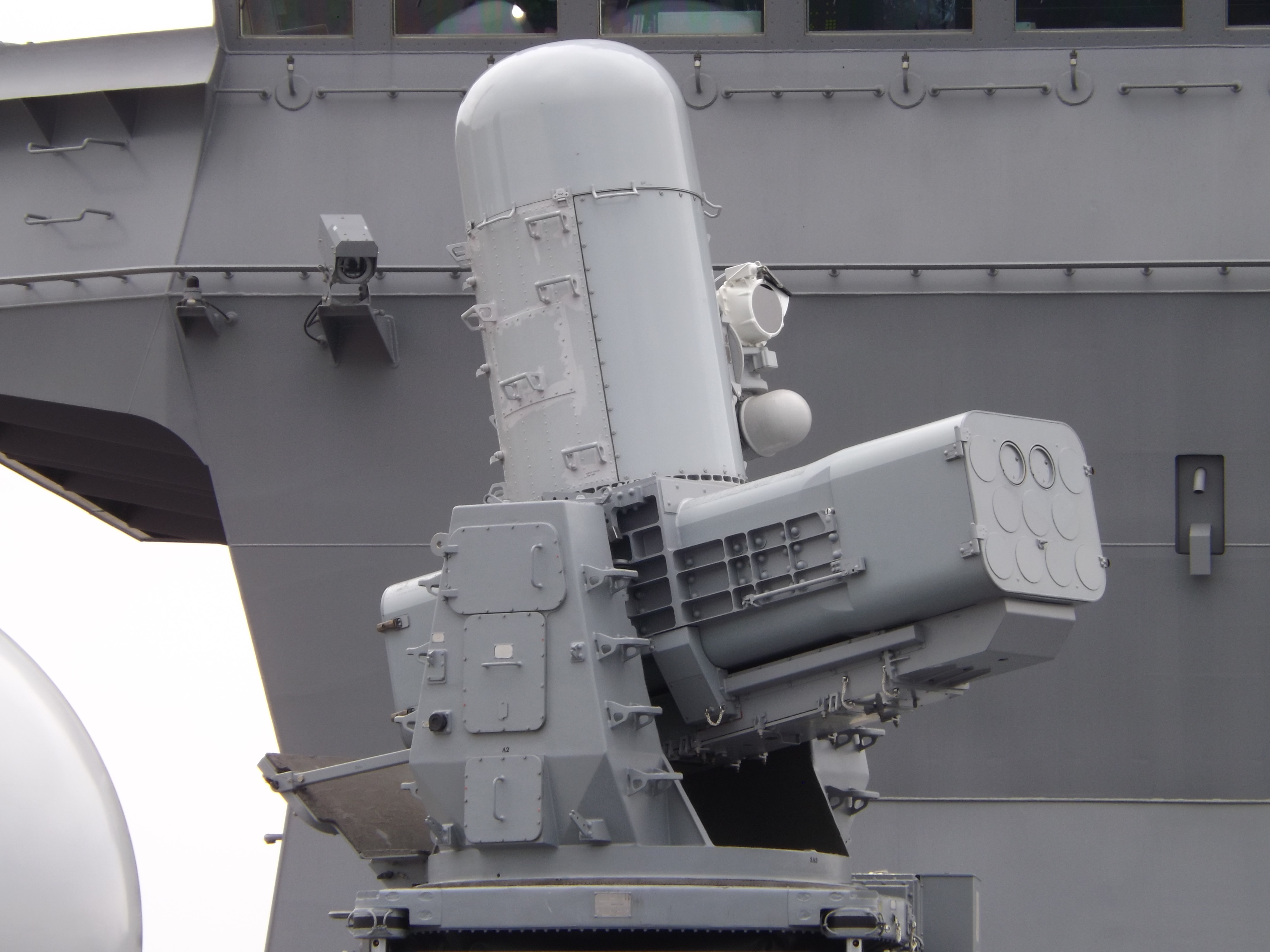
防禦用滾體飛彈
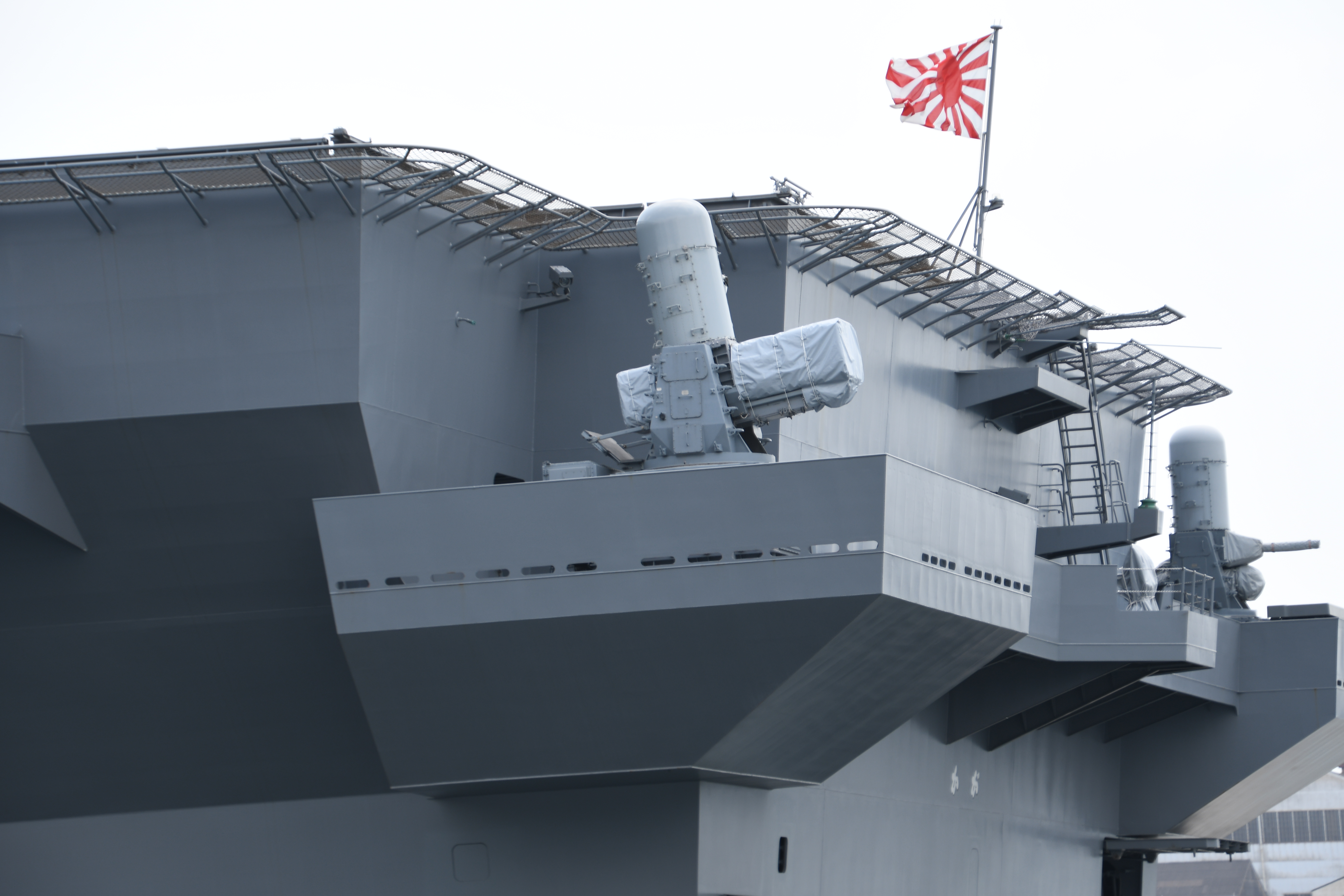
艦尾的海公羊武器系統與方陣近迫武器系統
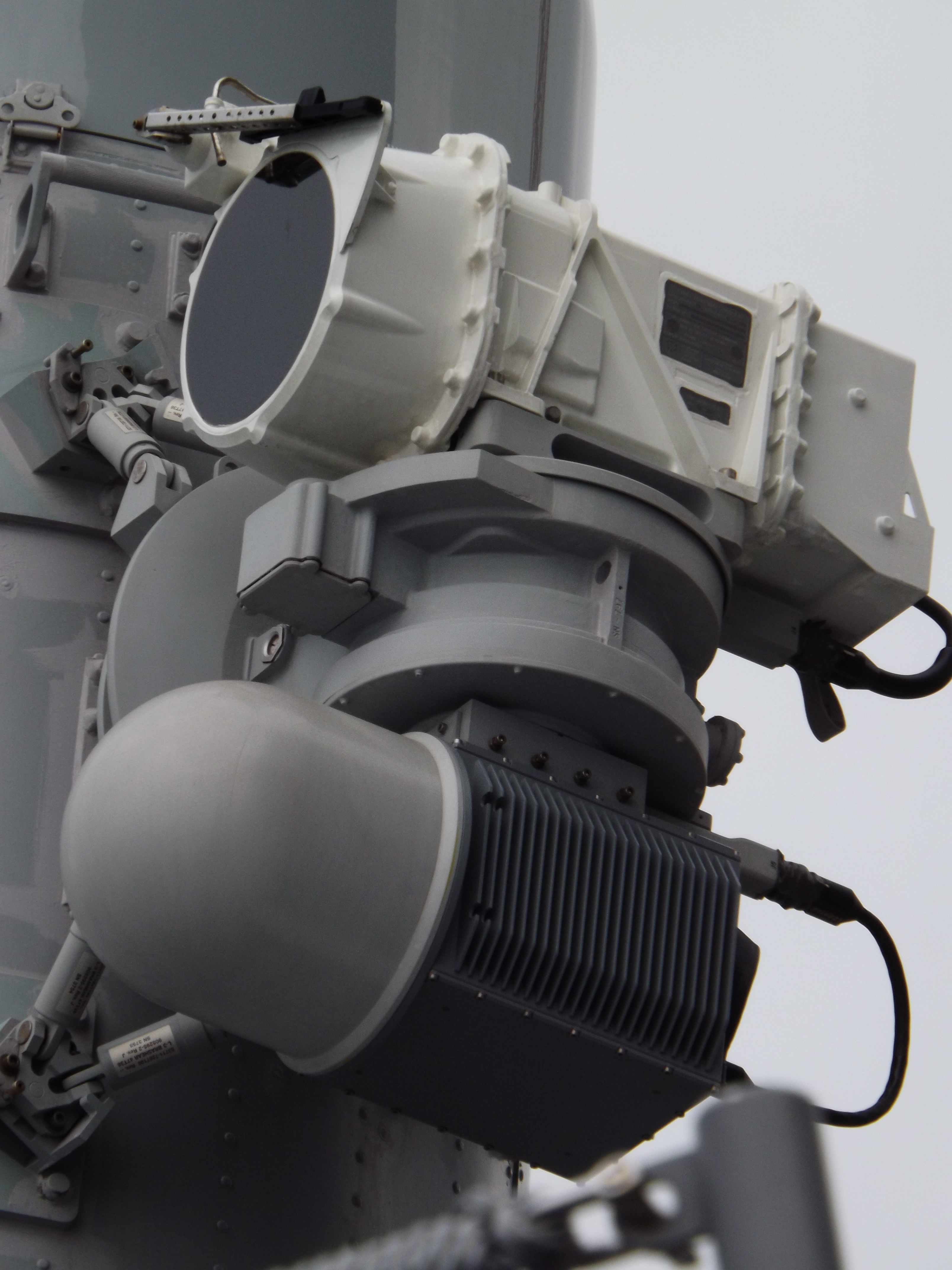
紅外線攝影機
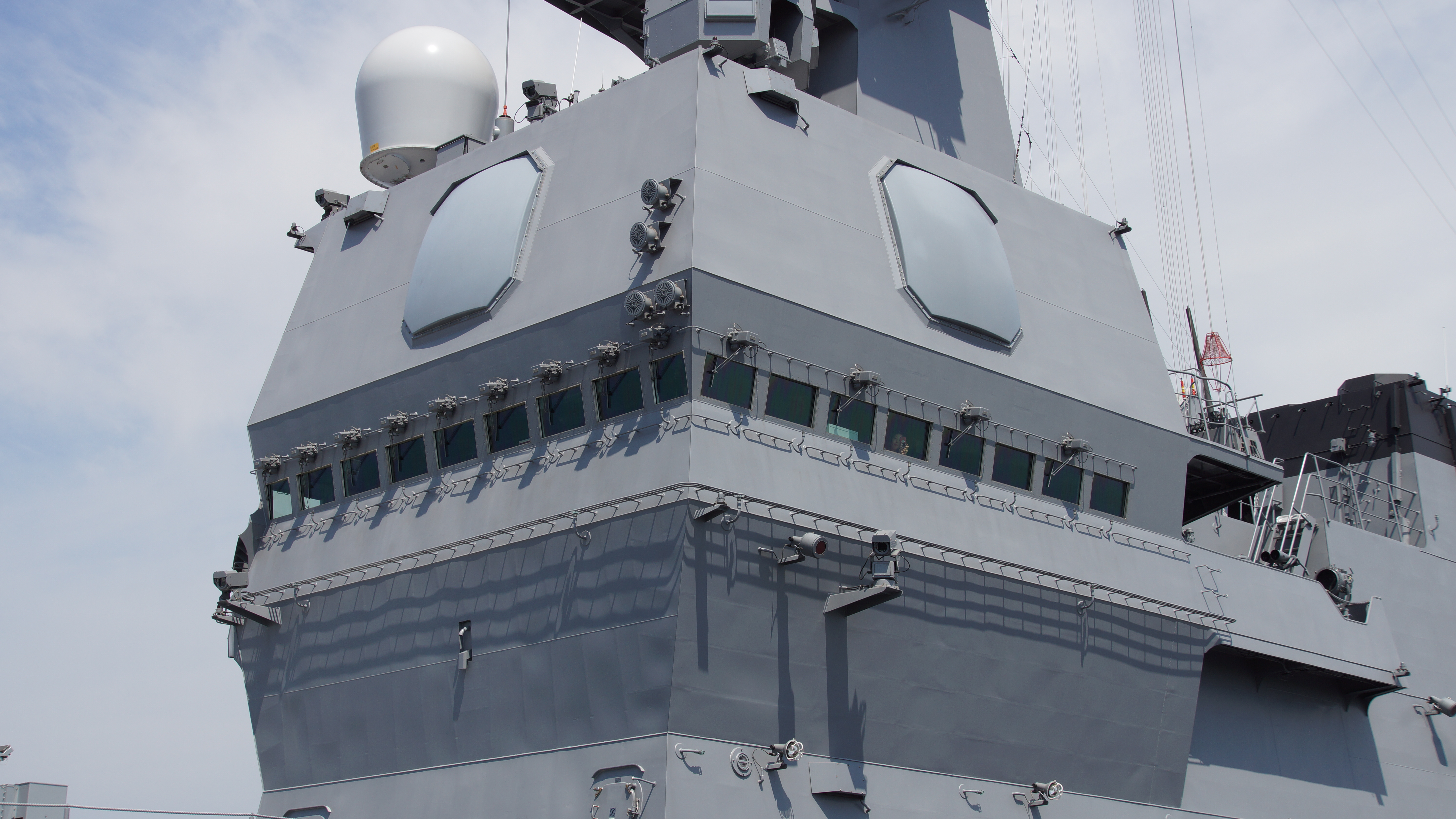
加賀號OPS-50雷達
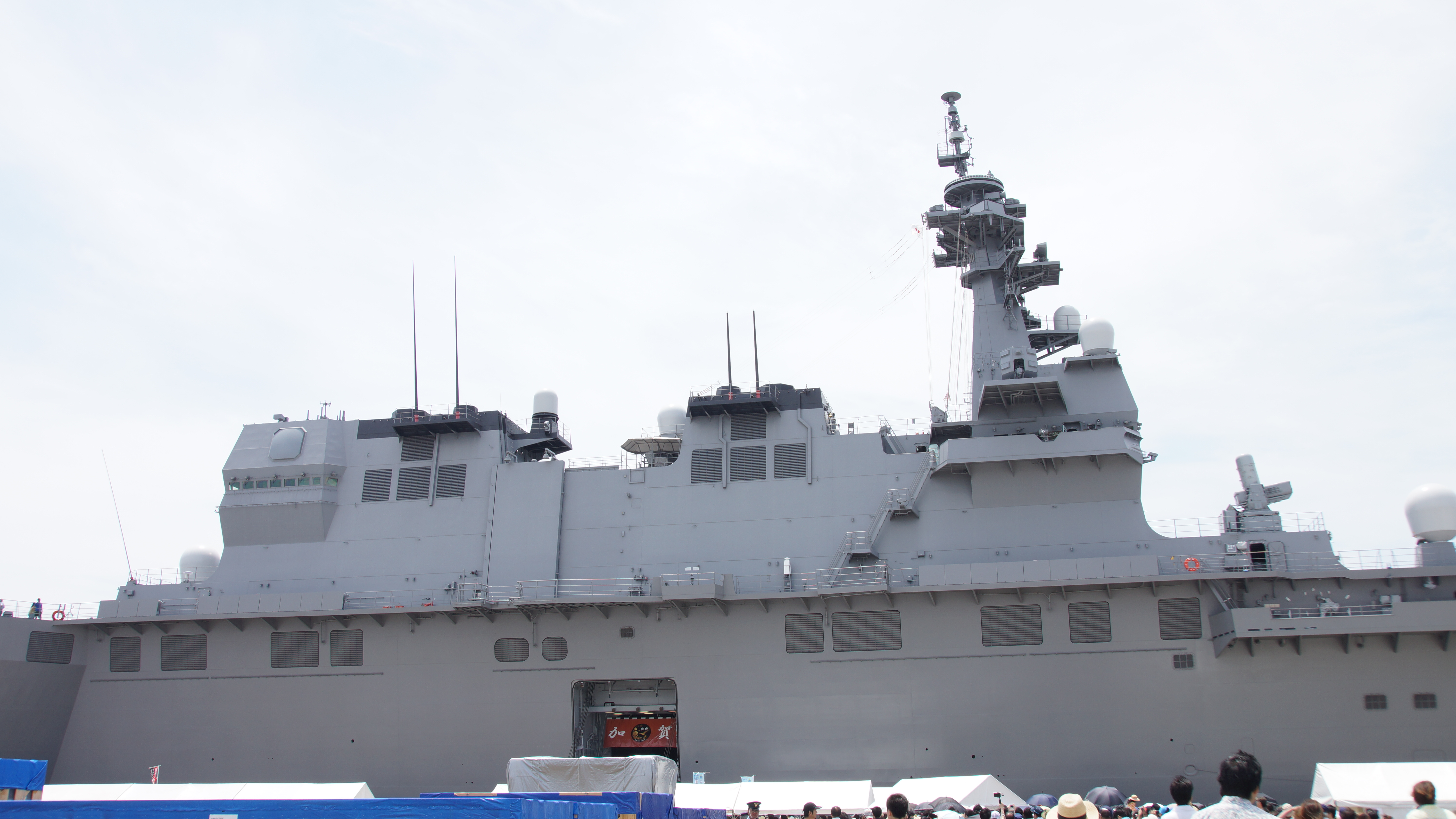
加賀號右舷上層建築
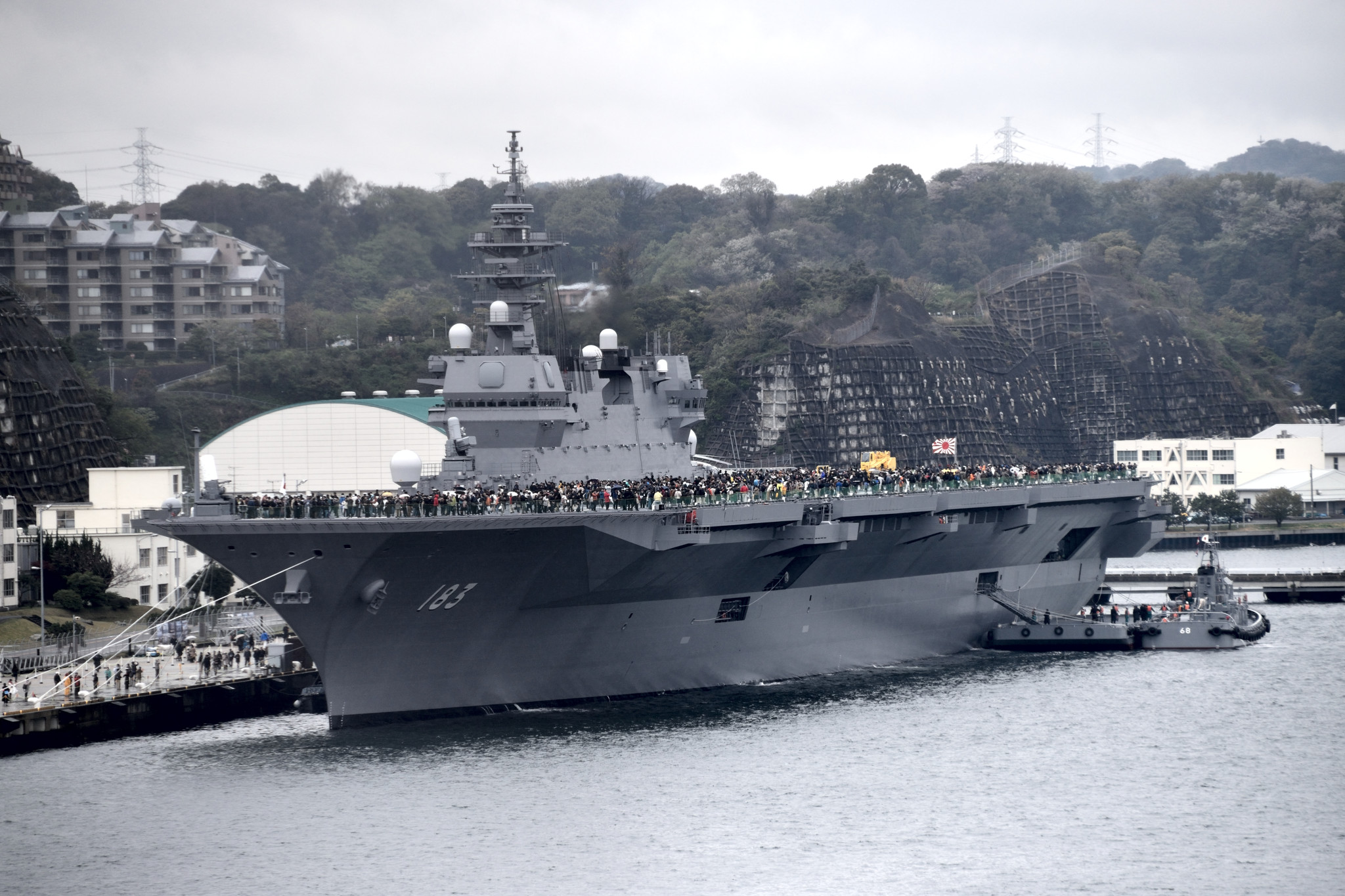
出雲號護衛艦，2015參觀日
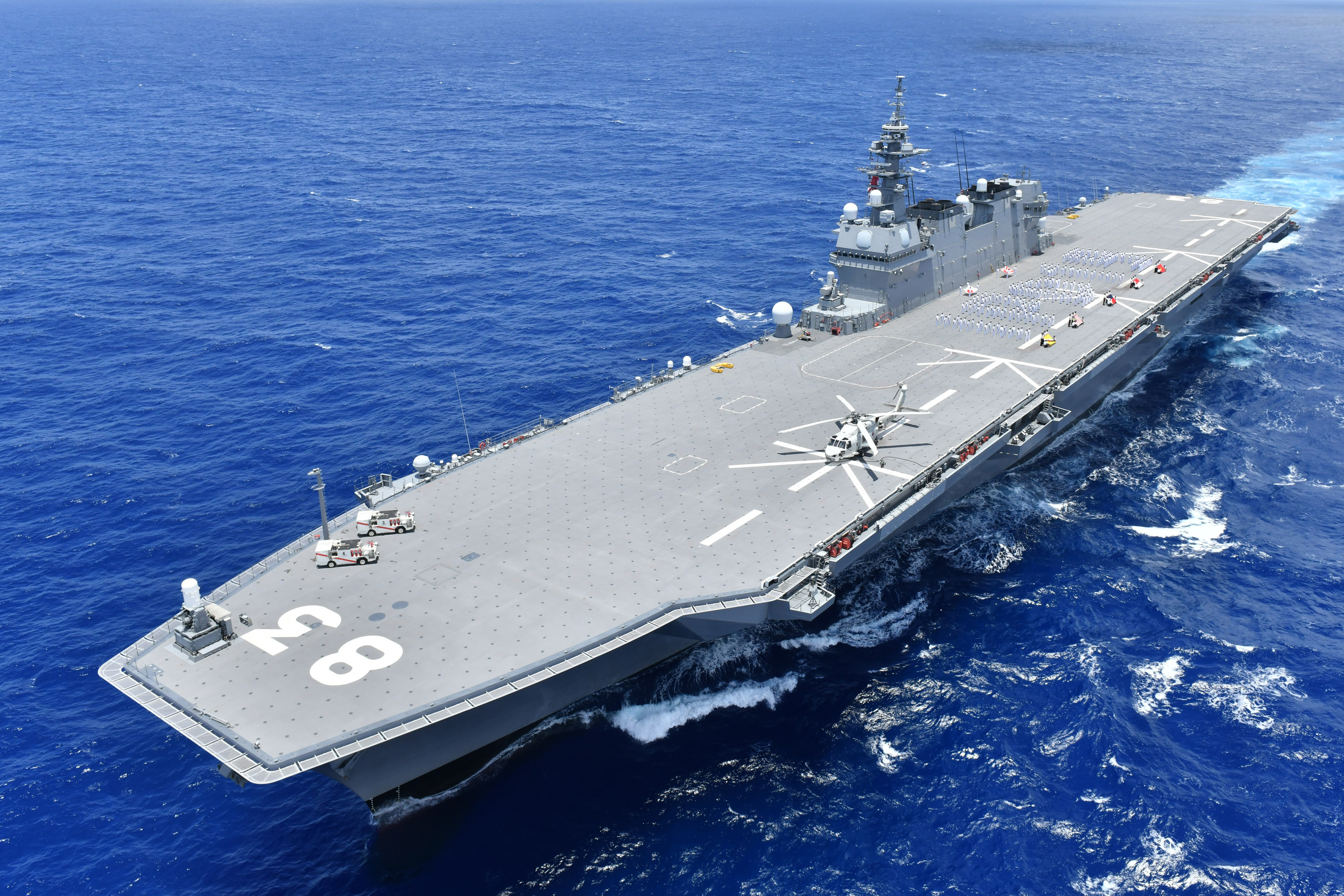
出雲號護衛艦
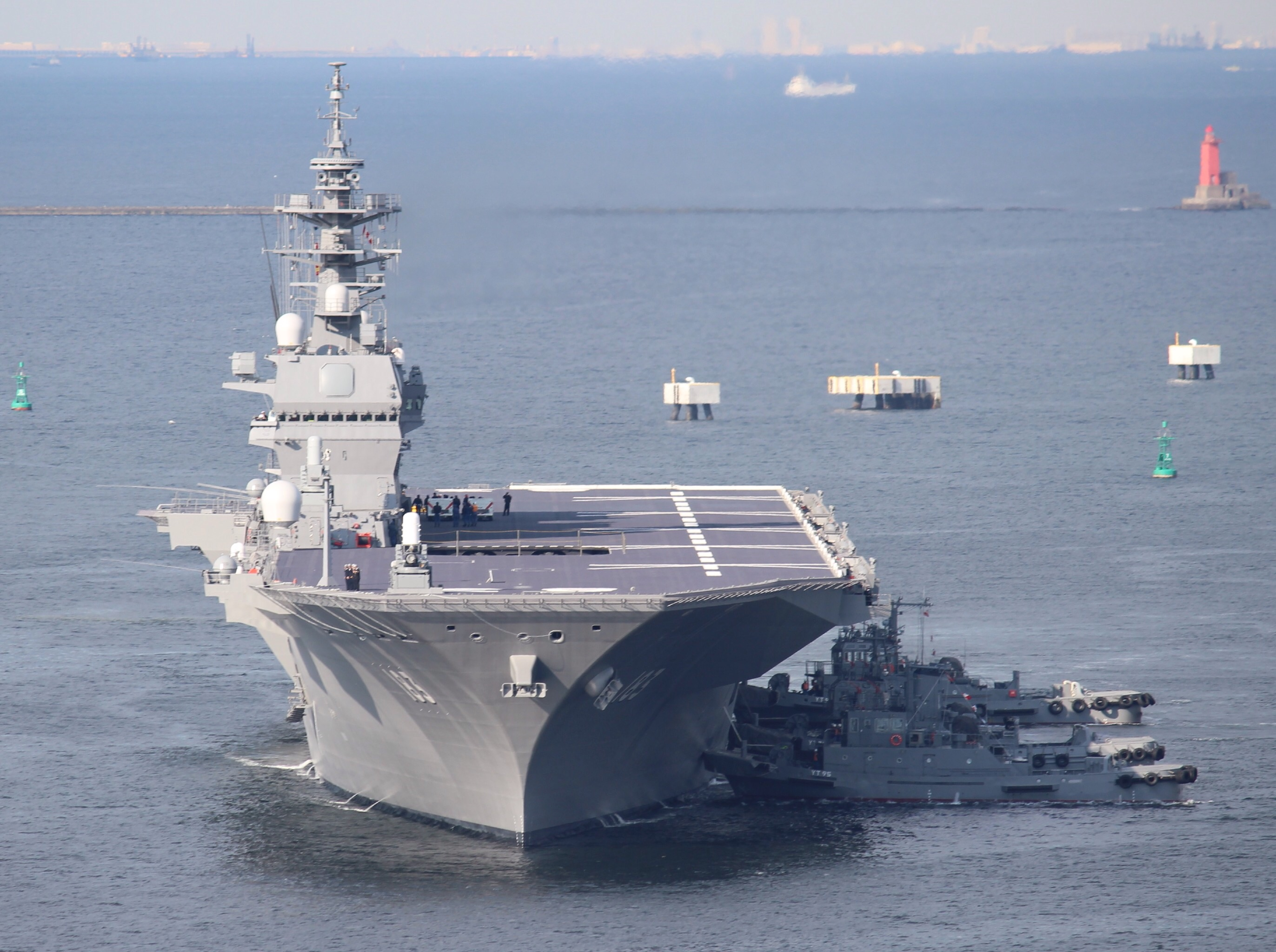
出雲號護衛艦
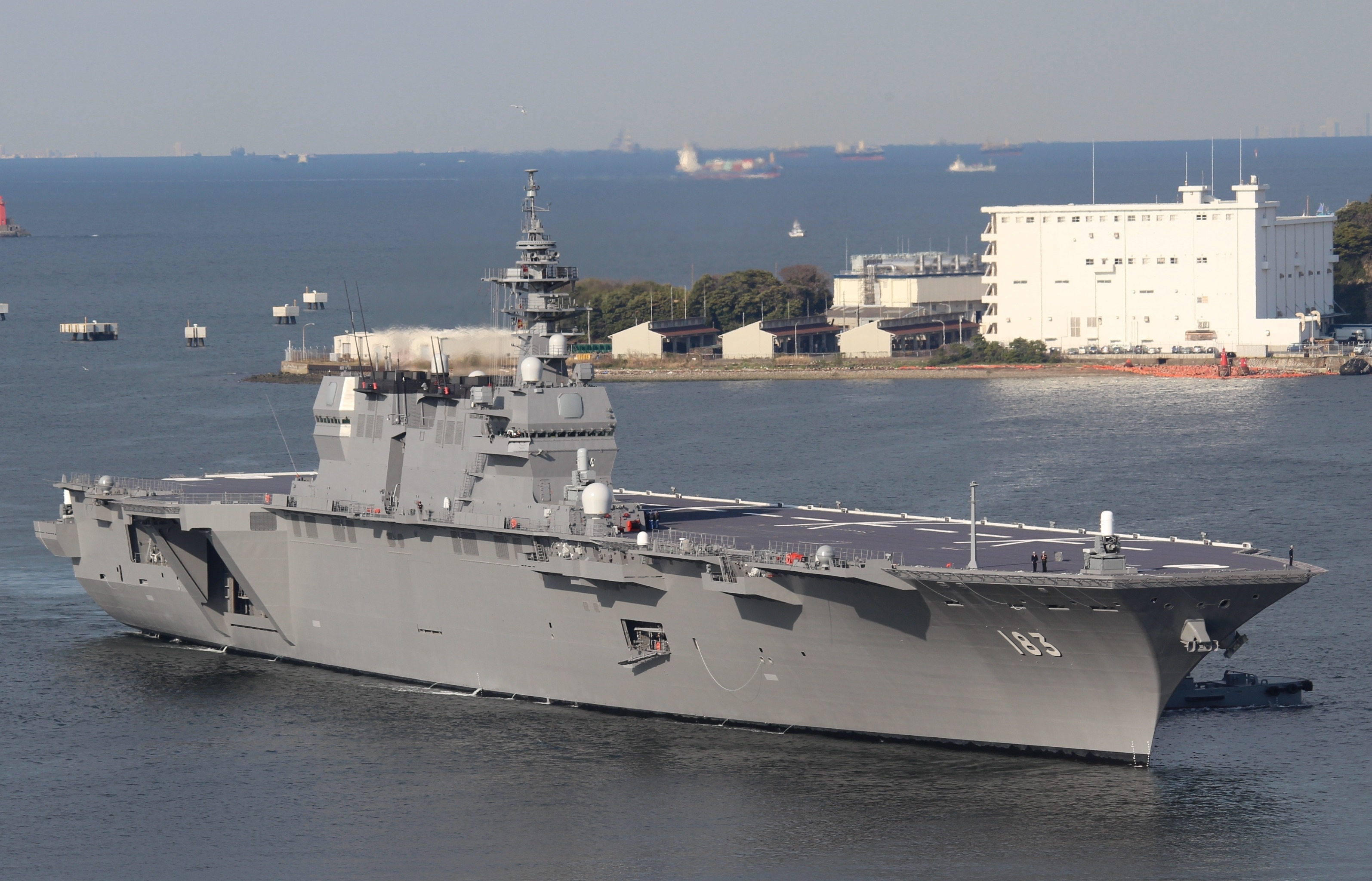
出雲號護衛艦
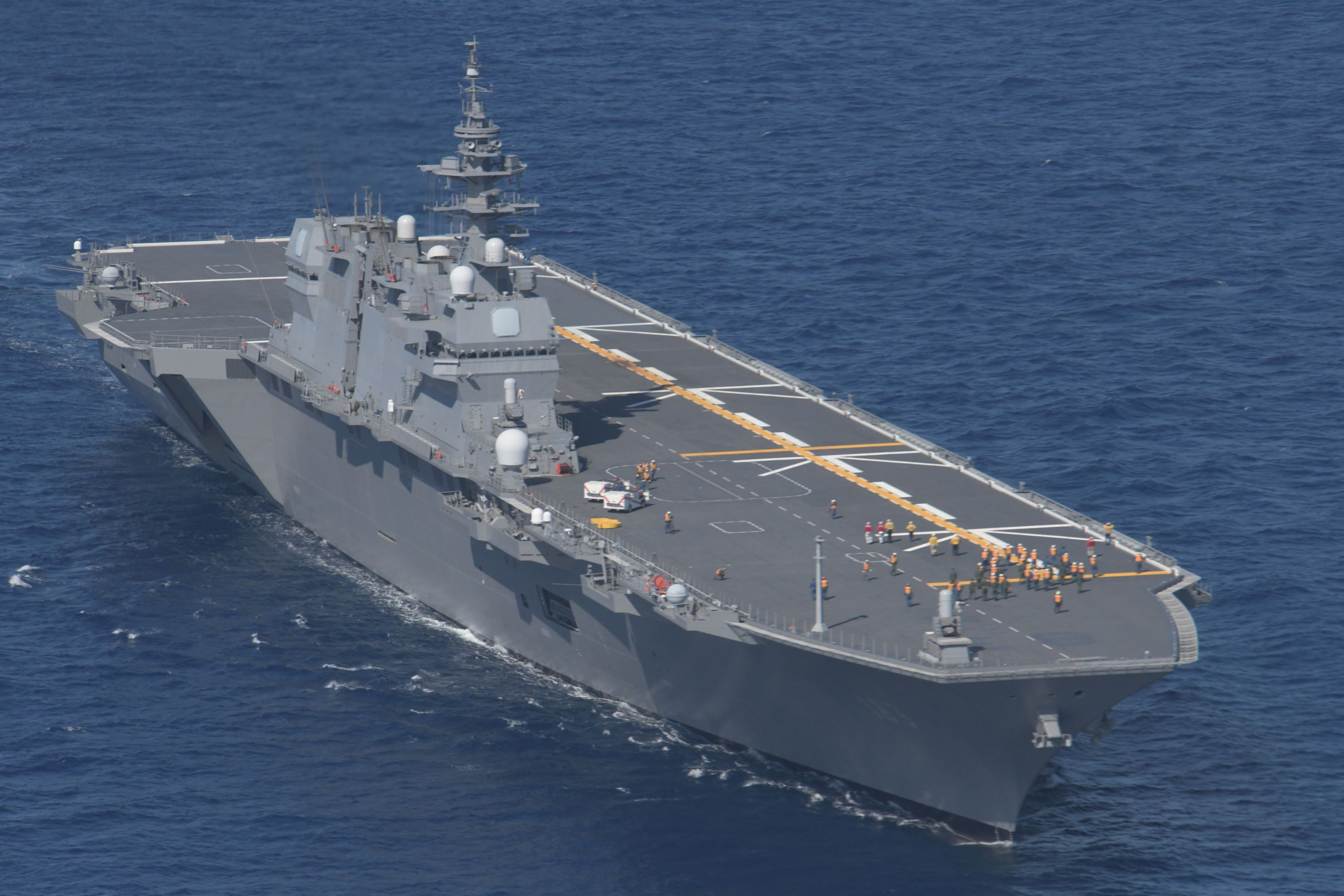
出雲號護衛艦及其飛行甲板新塗裝
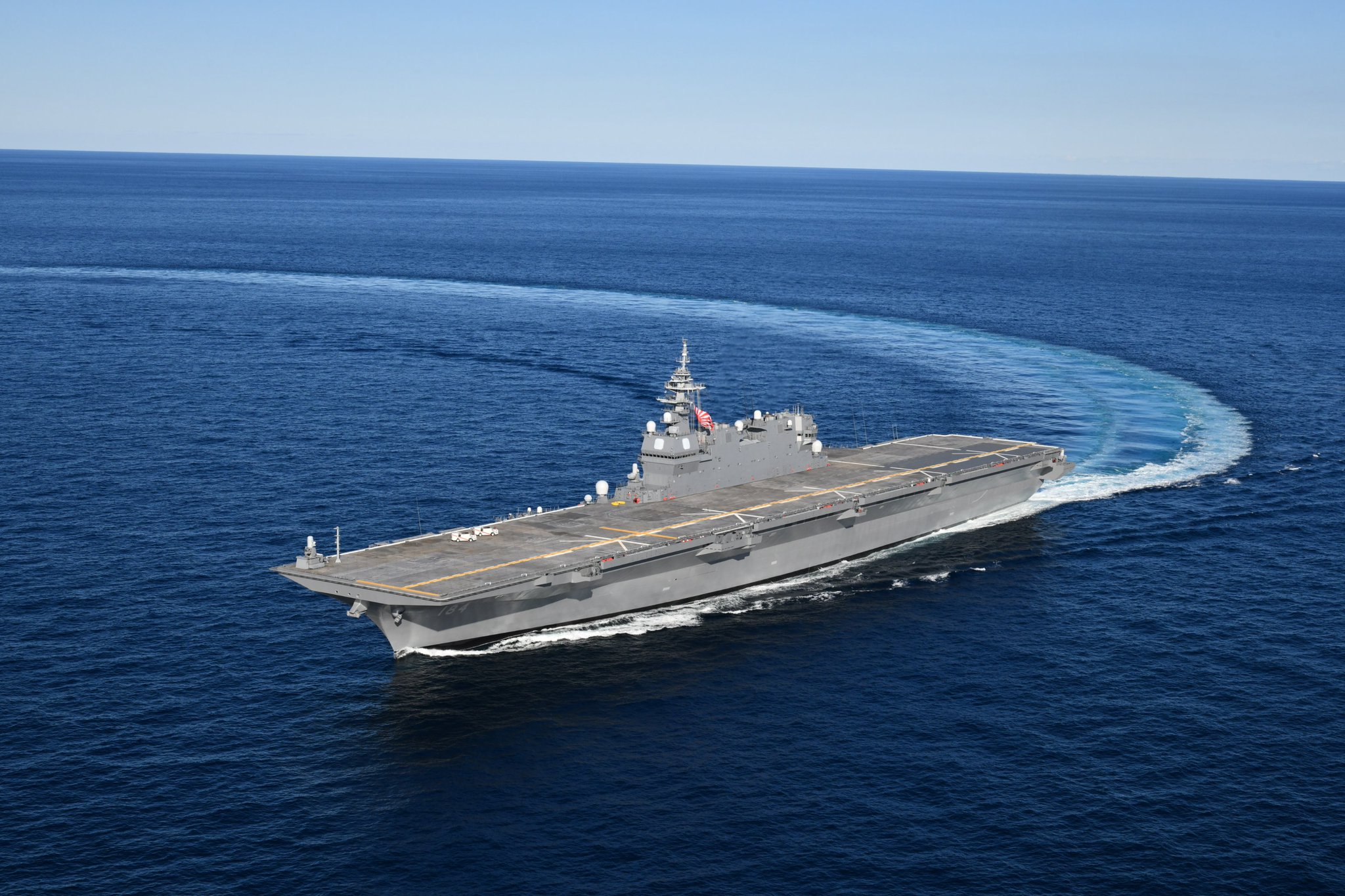
加賀號護衛艦及其飛行甲板新塗裝
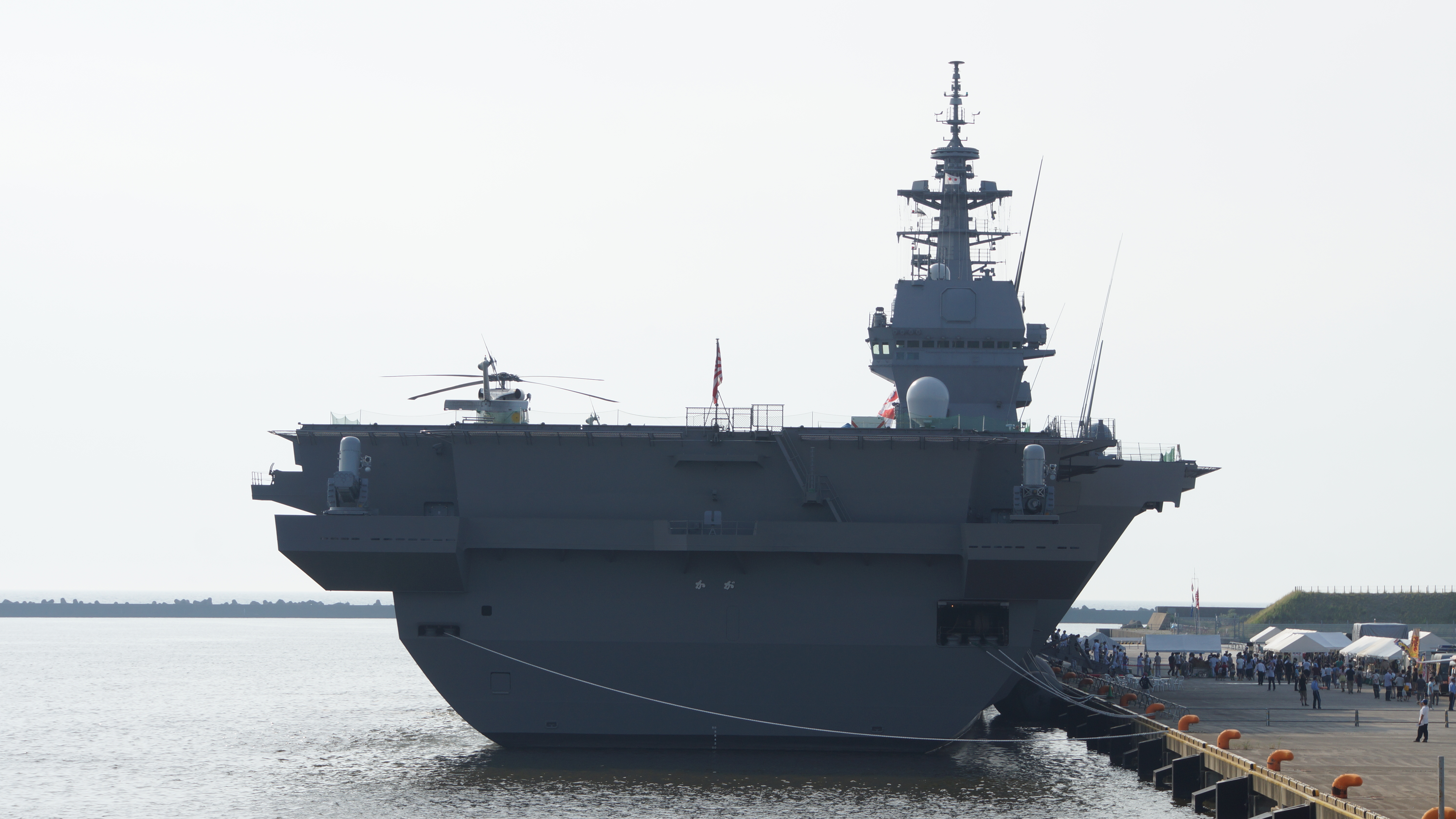
加賀號護衛艦尾
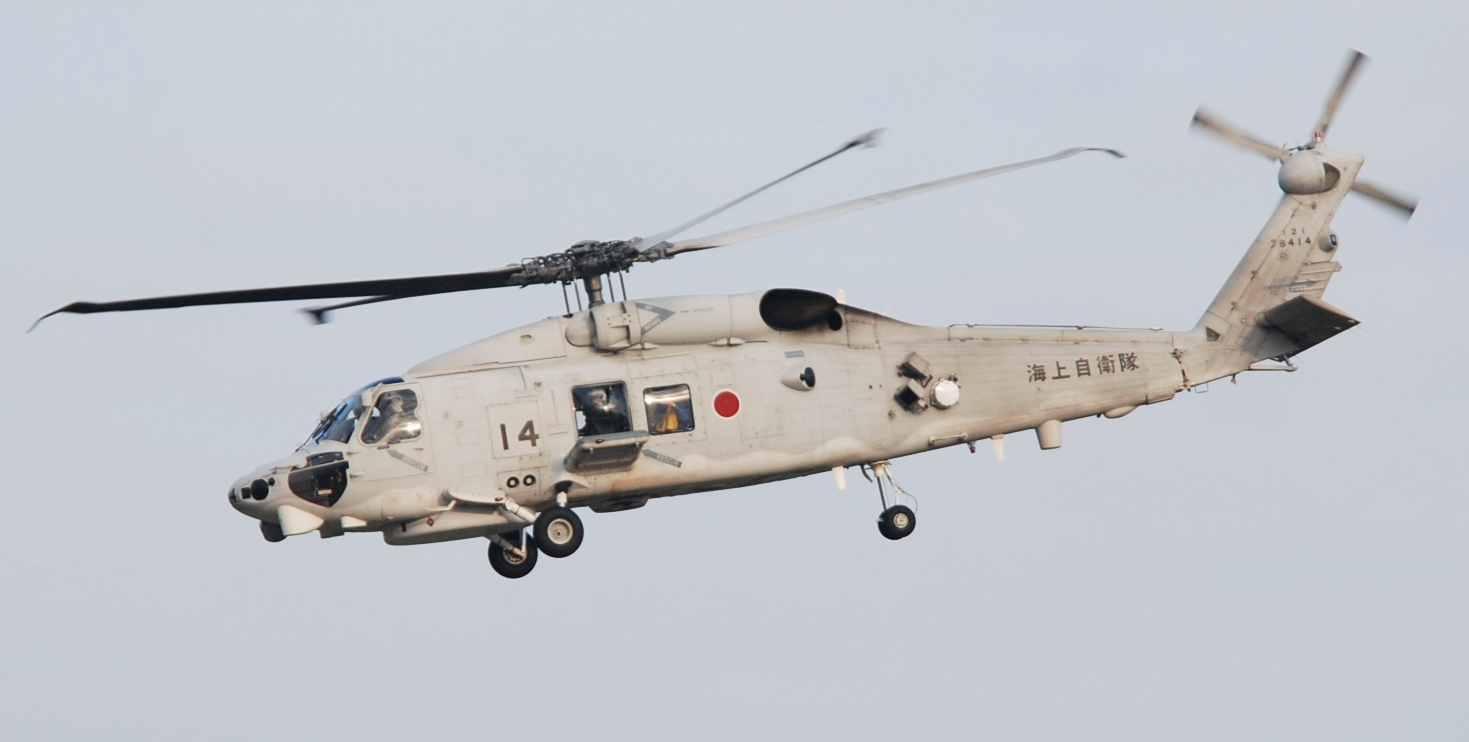
SH-60K直升機
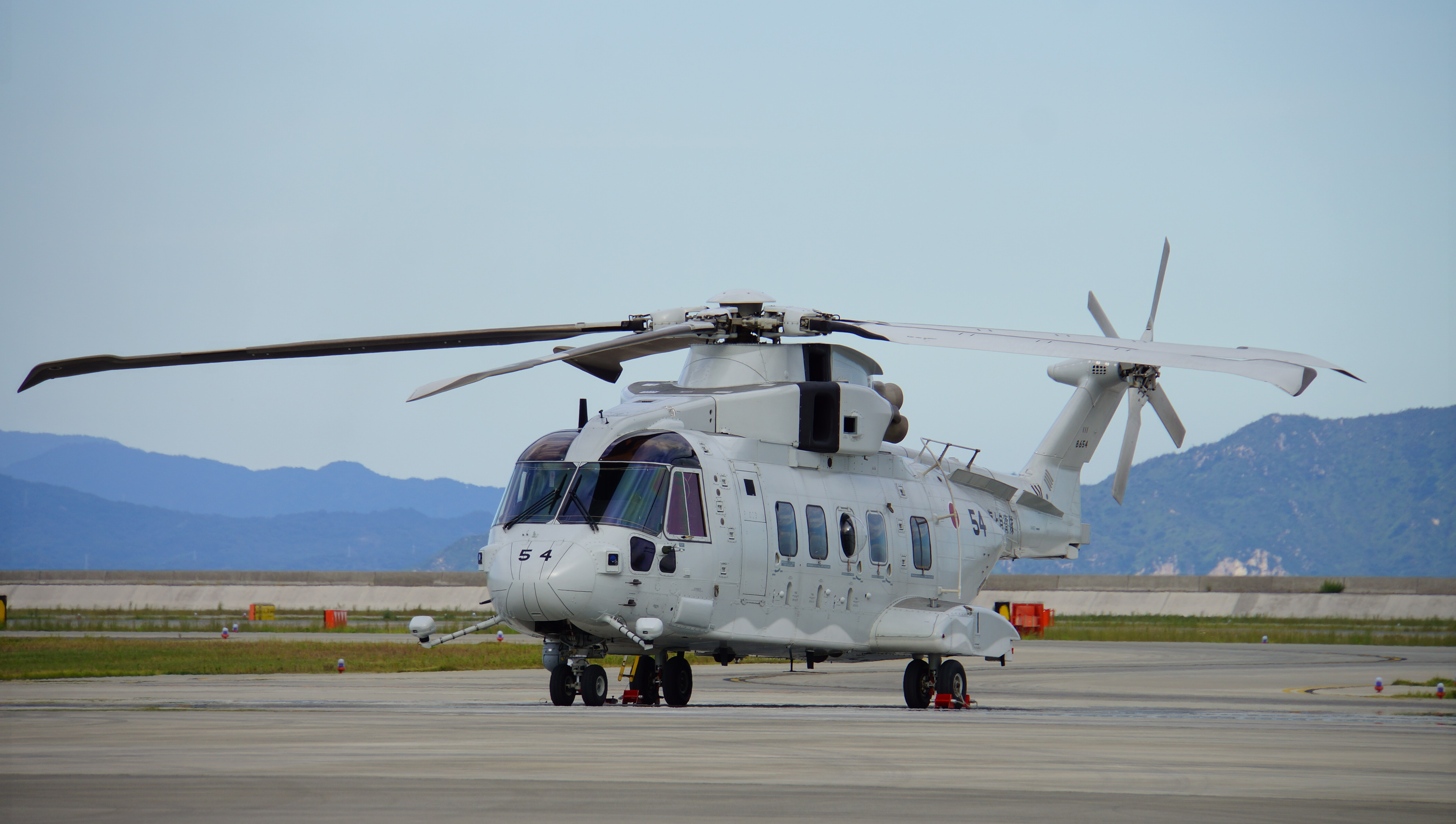
MCH-101直升機
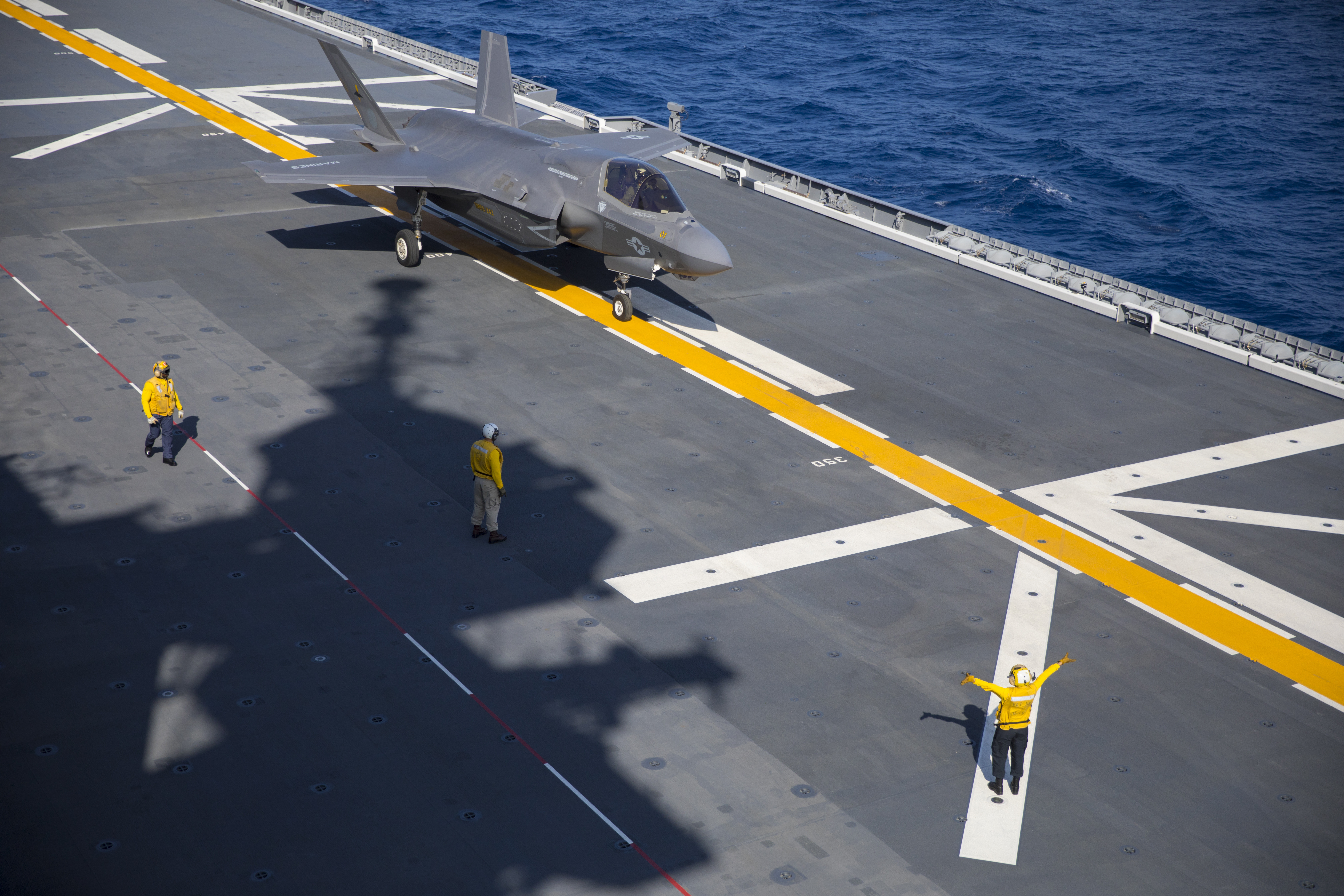
美國海軍陸戰隊航空兵的F-35B戰鬥機停放出云级直升机护卫舰上，攝於2021年10月
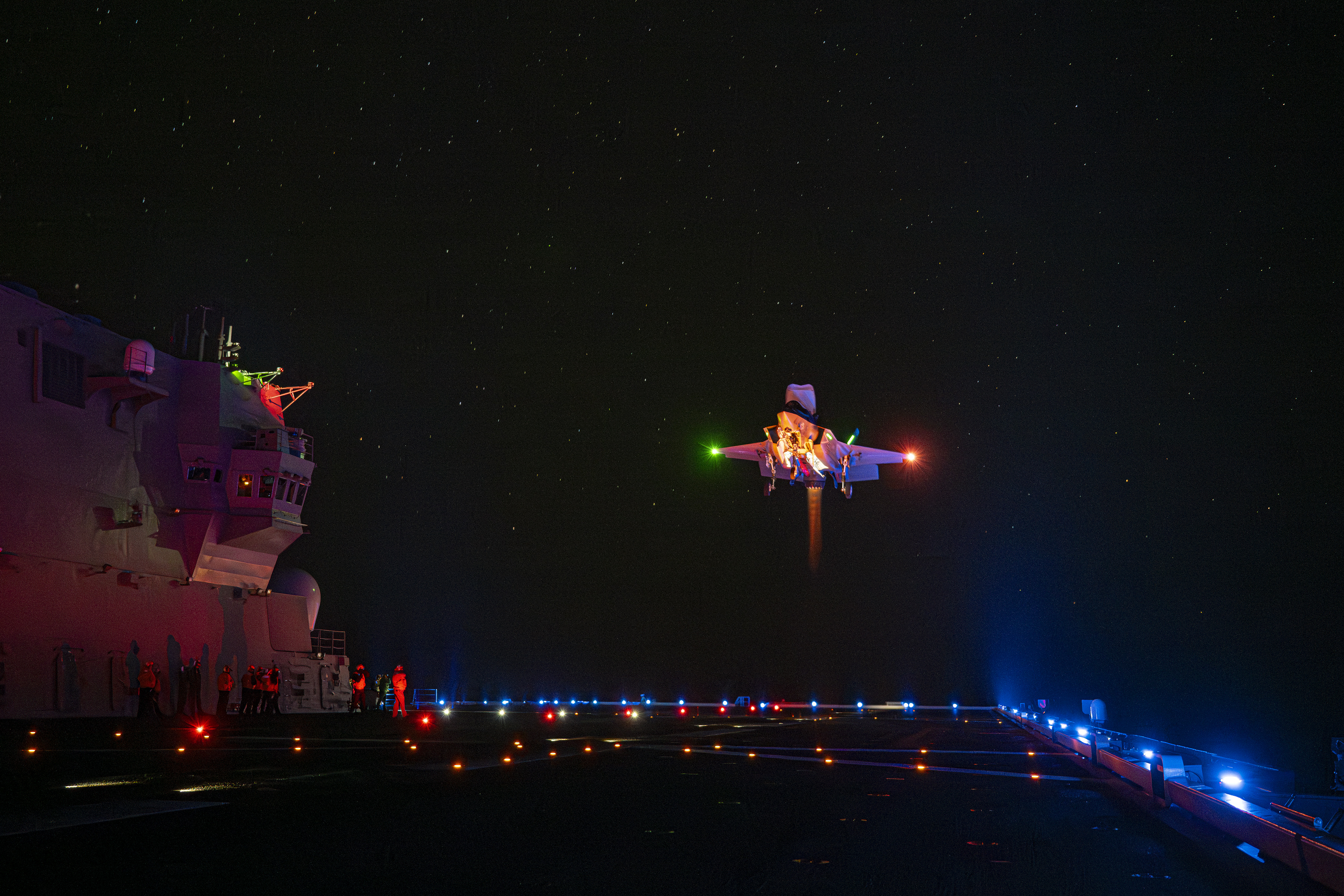
夜間舰载机着舰实验

## 相關連結
- 海上自衛隊航空母艦造艦構想（日语：海上自衛隊の航空母艦建造構想）
- 日向級護衛艦
- 大隅級運輸艦
- 獨島級兩棲攻擊艦

## 外部連結
- 出雲艦與各國航母對比（页面存档备份，存于）